# Валь-Ріданна
Валь-Ріданна (італ. Val Ridanna, нім. Ridnauntal) — долина в Південному Тіролі. Довжина 18 км. Вершина долини біля міста Штерцінг, закінчення біля міста Массер. У долині знаходяться міста Гастейг, Телфес, Марейт, Ріданна і Майерн.